# 伊岐典子
伊岐 典子（いき のりこ、1956年3月21日 - ）は、日本の労働官僚、厚生労働官僚、外交官。2014年（平成26年）4月15日から2017年までブルネイ駐箚特命全権大使。

## 経歴・人物
福岡県生まれ。1979年（昭和54年）東京大学法学部第1類を卒業して、労働省に入省する。
- 1989年（平成元年）　山梨県商工労働部職業安定課長[3]
- 1990年（平成2年）　労働省婦人局婦人福祉課長補佐[3]
- 1992年（平成4年）　労働省婦人局婦人政策課長補佐[3]
- 1993年（平成5年）　労働省職業安定局雇用政策課長補佐[3]
- 1994年（平成6年）　労働省職業安定局高齢・障害者対策部高齢者雇用対策課高齢者能力活用企画官（国際労働課併任）[3]
- 1995年（平成7年）　大阪婦人少年室長[3]
- 1997年（平成9年）　労働省職業安定局外国人雇用対策課長[3]
- 1998年（平成10年）　労働省女性局庶務課長[3]
- 2001年（平成13年）　厚生労働省職業安定局業務指導課長[3]
- 2002年（平成14年）　厚生労働省労働基準局勤労者生活部企画課長[3]
- 2004年（平成16年）　中央労働災害防止協会総務部長[3]
- 2006年（平成18年）　高齢・障害者雇用支援機構国立職業リハビリテーションセンター次長[3]
- 2008年（平成20年）　中央労働委員会事務局次長[3]
- 2009年（平成21年）7月24日　厚生労働省雇用均等・児童家庭局長[4]
- 2010年（平成22年）　労働政策研究・研修機構統括研究員[3]
- 2012年（平成24年）9月　東京労働局長[5]
- 2014年（平成26年）4月15日　ブルネイ駐箚特命全権大使[5]
- 2017年（平成29年）7月7日　大使を退職[6]
- 2018年（平成30年）
  - 3月23日　21世紀職業財団理事[7]
  - 6月 21世紀職業財団会長[8]、日本電気取締役
  - 同月 新日鐵住金取締役[9]
- 2023年（令和5年）6月28日　大和証券グループ本社取締役[10]

## 同期
- 小山浩一（労働政策研究・研修機構副所長）
- 豊澤康男（労働安全衛生総合研究所理事）